# Monthelon (Marne)
Monthelon é uma comuna francesa na região administrativa do Grande Leste, no departamento de Marne. Estende-se por uma área de 2.66 km², e possui 351 habitantes, segundo o censo de 2018, com uma densidade de 130 hab/km².